# Almiserat
Almiserat (oficialmente y en valenciano Almiserà) es un municipio de la Comunidad Valenciana, España. Pertenece a la provincia de Valencia, en la comarca de la Safor. Cuenta con una población de 285 habitantes (INE 2024).

## Toponimia
El topónimo deriva del árabe المصراد (al-miṣrād), «el yermo».

## Geografía
Situado en la carretera de Gandía a Albaida y en las estribaciones sur de la sierra del Buixcarró. Su superficie se encuentra accidentada por varios barrancos y montes. Las alturas principales son Alto de la Fuente Blanca (549 m.), Picayo (557 m.), Tramús (236 m.). El río Vernisa atraviesa el término de este a nordeste. Afluyen al mismo los barrancos de la Figuera y Magrells.
El clima es templado predominando los vientos del este y oeste siendo los primeros los que provocan las lluvias. El pueblo está situado en la margen izquierda del río, sobre un pequeño altozano.
Desde Valencia se accede a través de la N-332 para enlazar con la CV-686 y la CV-60.

### Localidades limítrofes
El término municipal de Almiserat limita con las siguientes localidades:
Alfahuir, Benicolet, Castellonet, Luchente, Lugar Nuevo de San Jerónimo, Rótova y Terrateig, todas ellas de la provincia de Valencia.

## Historia
Fue alquería musulmana dependiendo del castillo de Borro. Antes del despoblamiento producido por la expulsión de los moriscos, en 1609, contaba con 26 familias. Fue repoblada poco después. Perteneció al ducado de Gandía.

## Demografía
Almiserat cuenta con una población de 285 habitantes (INE 2024).
| Gráfica de evolución demográfica de Almiserat entre 1842 y 2021                                                     |
| |
| Población de derecho según los censos de población del INE Población de hecho según los censos de población del INE |

## Economía
El regadío, casi todo destinado al cultivo del naranjo, se riega con aguas del río Vernisa. Hay también pozos artesanos. En la zona del secano hay olivos, almendros, algarrobos, viña y cereales. La cosecha de uva se utiliza para la producción de pasas.

## Administración y política
| Periodo   | Nombre                                                                                           | Partido             |
| --------- | ------------------------------------------------------------------------------------------------ | ------------------- |
| 1979-1983 | José Martínez Faus                                                                               | UCD                 |
| 1983-1987 | Fernando Camarena Climent                                                                        | PSPV-PSOE           |
| 1987-1991 | Fernando Camarena Climent                                                                        | PSPV-PSOE           |
| 1991-1995 | Fernando Camarena Climent                                                                        | PSPV-PSOE           |
| 1995-1999 | José Juan Mascarell Camarena (moción de censura) Fernando Camarena Climent (diciembre 1995-1999) | PP PSPV-PSOE        |
| 1999-2003 | Vicente Miguel Miñana Martínez                                                                   | PP                  |
| 2003-2007 | Vicente Miguel Miñana Martínez                                                                   | PP                  |
| 2007-2011 | Vicente Miguel Miñana Martínez                                                                   | PP                  |
| 2011-2015 | José Juan Mascarell Camarena                                                                     | PP                  |
| 2015-2019 | José Juan Mascarell Camarena                                                                     | PP                  |
| 2019-2023 | Pau Canet Banyuls (pacto de gobierno) Maria Teresa Pedro Melis                                   | Compromís PSPV-PSOE |
| 2023-act. | Pau Canet Banyuls                                                                                | Compromís           |

## Patrimonio
- Castillo de Vilella: Sus restos se hallan en un monte de este término municipal. Los orígenes del castillo son musulmanes y debió tratarse de una especie de castillo-refugio. Tras la conquista cristiana y la pacificación del territorio, perdió su carácter estratégico y militar, por lo que fue abandonado y no volvió a ser ocupado nunca más. Actualmente sólo pueden apreciarse de sus ruinas escasos restos.
- Iglesia parroquial: Está dedicada a la Natividad de Nuestra Señora.
- Lavadero municipal: Se encuentra al sudeste del municipio de Almiserat. Permite a los vecinos de la población que puedan lavar sus prendas. Para su funcionamiento, se aprovechan las aguas de la acequia madre de Almiserat, siendo su denominación en valenciano Séquia Mare d'Almiserà.
- Molino de Almiserat o de Barrina: Molino hidráulico tradicional en uso hasta 1958. Es un molino con balsa de acumulación de 20 x 18 m². El agua le llega por una acequia desde el azud de Almiserat. Se encuentra en buen estado, conservando la maquinaria del molino clásico con dos muelas y dos rodetes en el cárcavo.
- Patrimonio hidráulico reseñable: En el entorno de la localidad se encuentran construcciones cuya función principal era encauzar el agua del río Vernissa para el regadío. Destacan los siguientes azudes y fuentes: 
  - Assut Antic del Balançat
  - Assut de la Séquia Mare
  - Assut Nou del Balançat
  - Font de la Finestra
  - Sifó de la Séquia Mare de Rótova
- Ruta de los Monasterios de Valencia. Almiserat se encuentra enclavado dentro del itinerario de esta ruta monumental y cultural inaugurada en 2008, que discurre por la localidad, visitando el cercano Monasterio de San Jerónimo de Cotalba.

## Fiestas locales
- Fiestas Patronales. Se dedican fiestas a Santa Úrsula el 21 de octubre. También se celebran la última semana de agosto coincidiendo el último día de Fiestas con el último sábado de agosto, habiendo tradicionalmente cuatro días:
- 1.º Día- Conocido como "La Vespra". En este día se celebra el comienzo de las Fiestas Patronales.
- 2.º Día- Conocido como "El día de l'Ajuntament". En este día la fiesta la organiza la Corporación municipal. Este día está dedicado a la Patrona del pueblo, Santa Úrsula.
- 3.º Día- Conocido como "El día dels jovens". En este día la fiesta es organizada por un grupo de jóvenes. Este día está dedicado a la Purísima.
- 4.º Día- Conocido como "El día dels festers casats". La fiesta, este día, está organizado por un grupo de matrimonios. Este día está dedicado al Patrón del pueblo, el Cristo del Amparo.